# Berroa gnaphalioides
Berroa gnaphalioides là một loài thực vật có hoa trong họ Cúc. Loài này được (Less.) Beauverd mô tả khoa học đầu tiên năm 1913.